# Fürstliche Bibliothek Corvey
Die Fürstliche Bibliothek Corvey ist eine Adelsbibliothek im Eigentum des Herzoglichen Hauses Ratibor und Corvey in Schloss Corvey, der ehemaligen Benediktinerabtei. Sie besteht aus circa 74.000 Bänden und ist eine der kostbarsten und größten Privatbibliotheken Deutschlands.

## Geschichte
Die Bibliothek geht im Kern auf die Sammeltätigkeit des bibliophilen Landgrafen Viktor Amadeus von Hessen-Rotenburg (1779–1834) und seiner Vorfahren in vier Generationen zurück. Der Landgraf hatte 1820 vom König von Preußen als Gebietsausgleich das frühere Fürstentum Corvey erhalten. Um dem von ihm und seiner Frau adoptierten Neffen, dem Erbprinzen Viktor zu Hohenlohe-Schillingsfürst (1818–1893), das von einer Klausel der hessischen Hausverträge bedrohte Erbe zu sichern, wurden die Mobilien zwischen 1825 und 1833 nach Corvey gebracht, während der Landgraf weiter in Rotenburg residierte. Der adoptierte Erbprinz wurde 1840 von König Friedrich Wilhelm IV. von Preußen unter Verzicht seiner Schillingsfürster Erbansprüche und dynastischen Titel zum ersten Herzog von Ratibor und Fürsten von Corvey erhoben. Seine Nachkommen sind bis heute Eigentümer von Schloss und Bibliothek Corvey.
August Heinrich Hoffmann von Fallersleben betreute in seinen letzten Lebensjahren von 1860 bis 1874 die Bibliothek als Bibliothekar.

## Bestand
Diese Bibliothek verfügt über einen außergewöhnlichen Bestand aus dem 19. Jahrhundert mit einer Vielzahl von Rara; damit ist sie zusammen mit ihrer biedermeierzeitlichen Einrichtung ein bibliotheksgeschichtliches Denkmal höchsten Ranges. Ein großer Schatz der Bibliothek ist die Belletristik aus dem frühen 19. Jahrhundert, der ergänzt wird durch eine bedeutende Sammlung an Reiseliteratur des späten 18. und frühen 19. Jahrhunderts (ca. 3.500 Bände). Der Landgraf und seine Frau trugen eine Büchersammlung zusammen, in der auch das vorhanden war, was in anderen Adels- oder Bürgerbibliotheken meist fehlte: triviale Romane und Reiseliteratur. Die Bibliothek umfasst eine große Zahl Unica (einmalige Werke) und Rara (seltene Werke). Die drei Hauptsprachen Deutsch, Französisch und Englisch sind etwa gleich vertreten. Hoffmann von Fallersleben, der diese Romane in einem Brief von 1863 als Krebbschaden unserer Bibliothek  bezeichnete, kaufte dagegen kostbare Pracht- und Ansichtenwerke sowie germanistische Literatur aus seinem eigenen Fach- und Interessengebiet. 1865 konnte er von Paul Wigand einige Werke aus der alten Corveyer Klosterbibliothek erwerben.
Die Bibliothek besteht aus 15 Sälen und wurde mit 200 unterschiedlichen Bücherschränken aus verschiedenen Holzarten wie Nussbaum, Riegelahorn und Kirschbaum ausgestattet. Sie entwarf der aus Berlin stammende Architekt Anton Gehtmann aus Höxter, ein Schüler von Carl Friedrich Schinkel, im Stil des Biedermeier und des späten Klassizismus.
Der Sommersaal mit seiner qualitätvollen Stuckdecke hat in den Lünetten der Stichkappen Grisaille-Malereien. Diese Fantasielandschaften werden dem Corveyer Hofmaler Ferdinand Ludwig Bartscher zugeschrieben. Der Sommersaal dient der Bibliothek heute als Ausstellungsraum.
Zwischen 2007 und 2011 wurden die historischen Räume der Fürstlichen Bibliothek mit Hilfe öffentlicher und privater Geldgeber aufwändig restauriert. Heute kann das einzigartige Ensemble mit seinen 15 Sälen besichtigt werden. Einen besonderen Stellenwert nimmt dabei das Arbeitszimmer des Bibliothekars Hoffmann von Fallersleben ein, darin sind noch originale, ebenfalls restaurierte Möbelstücke zu sehen.

## Projekt Corvey
Seit dem Jahre 1999 wird die Fürstliche Bibliothek Corvey vom „Corvey-Institut für Buch- und Bibliotheksgeschichte“, einem Institut an der Universität Paderborn, betreut, das seinen Sitz im Schloss Corvey hat. Es ist aus dem „Projekt Corvey“ hervorgegangen, durch das die ca. 74.000 Bände der Bibliothek für die Wissenschaft erschlossen wurden. Hierzu wurde 1985 der sogenannte „Grundlagenvertrag“ zwischen dem Eigentümer der Bibliothek und dem Land Nordrhein-Westfalen abgeschlossen. Dieser ermöglichte die weiteren Erschließungsschritte, wie die bibliothekarische, editorische und wissenschaftliche Erschließung sowie die langfristige Nutzung der Bibliothek.
Das Corvey-Institut betreut neben der Bibliothek auch das dortige Archiv und beliefert Wissenschaft und Forschung im In- und Ausland mit dem gewünschten Quellenmaterial. Durch das Corvey-Institut werden weitere Bestände der Corveyer Bibliothek vor Ort digitalisiert und einem breiten Benutzerkreis zur Verfügung gestellt. Arbeitsgrundlage ist der in den vergangenen Jahren durch das „Projekt Corvey“ unter maßgeblicher Beteiligung der Universitätsbibliothek Paderborn erarbeitete und 1999 fertiggestellte Katalog, der online nutzbar ist.
Die wissenschaftliche Auswertung und Bearbeitung der Bestände erfolgt im Rahmen von Forschungsarbeiten der Institutsmitglieder oder in Drittmittelprojekten, die unter anderem von der Deutschen Forschungsgemeinschaft gefördert werden. Die Ergebnisse stehen in gedruckter Form zur Verfügung (eigenständige Monographien oder unselbständige Publikationsorgane wie wissenschaftliche Zeitschriften und Serien).
Die Kooperation des Eigentümers Franz-Albrecht Metternich-Sandor von Ratibor und Corvey mit der Universität Paderborn, um die Zugänglichkeit der Bestände zu ermöglichen, gilt als vorbildlich.
Zahlreiche Bücher aus Corvey liegen im Rahmen der kostenpflichtigen Angebote des Belser-Verlags Deutschsprachige Frauenliteratur des 18. und 19. Jahrhunderts und English Language Women's Literature of the 18th and 19th Centuries digitalisiert sowie in mehreren Editionen des Olms-Verlages (Hildesheim) vor und stehen jedem wissenschaftlich Arbeitenden in Deutschland aufgrund der Nationallizenz zur Verfügung.